# Herbert Kerz
Herbert Kerz (* 10. Juni 1922; † 23. Oktober 1999 in Berlin) war ein deutscher Aufnahmeleiter, Produktionsleiter und Kleindarsteller beim heimischen Film.

## Leben und Wirken
Kerz kam nach dem Zweiten Weltkrieg zum Film und verdiente sich bei Horst Wendlandts Produktionsfirma zunächst seinen Lebensunterhalt mit Kleinstjobs, zuletzt in der Requisite (Der Zinker und Winnetou 1. Teil, beides 1963). Anschließend wurde er von Wendlandt als Aufnahmeleiter eingesetzt, vor allem in den zu dieser Zeit enorm populären Film-Reihen rund um Edgar Wallace (Der Bucklige von Soho, Die blaue Hand, Der Mönch mit der Peitsche und Der Hund von Blackwood Castle) und Karl May (Der Ölprinz, Winnetou 3. Teil, Old Surehand 1. Teil, Winnetou und das Halbblut Apanatschi und Winnetou und sein Freund Old Firehand). Gelegentlich, etwa wenn Not am Mann war, sprang der schmächtige Kerz auch für einen ausgefallenen Schauspieler ein, so etwa im Bärenfell in Winnetou 2. Teil oder als Stuntdouble des titelgebenden Mönchs mit der Peitsche im gleichnamigen Krimi.
Mit Jahresbeginn 1968 setzte Produzent Wendlandt Herbert Kerz auch als Produktionsleiter ein, beginnend mit dem Wallace-Gruselkrimi Im Banne des Unheimlichen. Nachdem Wendlandt seine Produktionstätigkeit seit 1972 vorerst weitgehend eingestellt hatte, schaute sich Herbert Kerz nach anderen Arbeitgebern um und wurde, dank seiner Erfahrungen im Filmgeschäft, nunmehr vor allem zu ambitionierten Jungfilmer-Produktionen gerufen, wo er als Produktionsleiter wichtige Inszenierungen Volker Schlöndorffs (u. a. Die verlorene Ehre der Katharina Blum und Die Blechtrommel) und Margarethe von Trottas (Schwestern oder Die Balance des Glücks und Rosa Luxemburg) betreute. Bei Wim Wenders’ international ausgezeichnetem Film Der Himmel über Berlin wie auch bei Reinhard Hauffs Linie 1, dem seltenen Beispiel eines deutschen Filmmusicals, musste sich Kerz jedoch kurz vor Karriereabschluss erneut mit dem Job eines Aufnahmeleiters begnügen. 1990 ging Herbert Kerz in den Ruhestand.

## Filmografie
als Produktionsleiter bei Kinofilmen, wenn nicht anders angegeben:
- 1968: Im Banne des Unheimlichen
- 1968: Van de Velde: Die vollkommene Ehe
- 1968: Der Gorilla von Soho
- 1968: Zum Teufel mit der Penne
- 1969: Der Mann mit dem Glasauge
- 1969: Klassenkeile
- 1969: Das Gesicht im Dunkeln
- 1969: Van de Velde: Das Leben zu zweit – Die Sexualität in der Ehe
- 1969: Dr. med. Fabian – Lachen ist die beste Medizin
- 1969: Wie kommt ein so reizendes Mädchen zu diesem Gewerbe?
- 1969: Die Herren mit der weißen Weste
- 1970: Was ist denn bloß mit Willi los?
- 1970: Die Feuerzangenbowle
- 1971: Die Tote aus der Themse
- 1971: Rosy und der Herr aus Bonn
- 1971: Unser Willi ist der Beste
- 1971: Willi wird das Kind schon schaukeln
- 1972: Das Rätsel des silbernen Halbmonds
- 1972: Tod eines Fremden / Die Hinrichtung
- 1975: Die verlorene Ehre der Katharina Blum
- 1976: Paule Pauländer
- 1976: Der Fangschuß
- 1977: Der Hauptdarsteller
- 1977: Deutschland im Herbst
- 1978: Messer im Kopf
- 1978: Die Blechtrommel
- 1979: Schwestern oder Die Balance des Glücks
- 1980: Überfall in Glasgow (Fernsehfilm)
- 1981: Die Fälschung
- 1982: Der Mann auf der Mauer
- 1983: Dorian Gray im Spiegel der Boulevardpresse
- 1985: Rosa Luxemburg
- 1986: Auf den Tag genau (Fernsehfilm)
- 1988: Trouble im Penthouse (Fernsehfilm)
- 1988: Affäre Nachtfrost (Fernsehfilm)
- 1990: Der Skipper